# Zespół Szkół Salezjańskich Lux Sapientiae w Sokołowie Podlaskim
Zespół Szkół Salezjańskich Lux Sapientiae w Sokołowie Podlaskim – zespół szkół prowadzony przez Zgromadzenie Salezjańskie, mieszczący się przy ulicy Księdza Bosko 1 w Sokołowie Podlaskim. W skład Zespołu Szkół Salezjańskich wchodzą: Salezjańska Szkoła Podstawowa oraz Salezjańskie Liceum Ogólnokształcące im. Henryka Sienkiewicza.

## Historia
Po opuszczeniu terenu Sokołowa Podlaskiego przez wojska rosyjskie w 1915 roku, wikariusz miejscowego kościoła, ks. Andrzej Mazurkiewicz, wraz z pomocą mieszkańców, zorganizował szkołę: Czteroklasowe progimnazjum Męskie i Żeńskie. Do 1919 roku była ona prowadzona przez Sejmik Powiatowy Sokołowski, a następnie, w 1925 roku, przekazana została Salezjanom. Progimnazjum zaczęło funkcjonować wtedy jako Gimnazjum Humanistyczne im. Henryka Sienkiewicza. Pierwszym dyrektorem gimnazjum został ks. Jan Bogdański. W 1925 roku została też dokończona budowa gmachu szkoły, powstał także Kościół szkolny. W tym samym roku otrzymała ona też prawa państwowe.
W drugim roku działalności Salezjanie wybudowali internat dla około 80 uczniów. W późniejszych latach liczba miejsc wzrosła do 150.
Wybuch II wojny światowej przerwał działalność gimnazjum, od 1940 roku naukę prowadzono w formie tajnych kompletów. Zajęcia prowadzono w zabudowaniach gospodarczych, przy różnych pracach i innych okolicznościach. W  budynku gimnazjalnym Niemcy stworzyli szpital dla rannych żołnierzy. W 1944 roku wycofując się z zajętych terenów budynek ten spalili. Tuż po odzyskaniu wolności Salezjanie zorganizowali gimnazjum i liceum w budynku należącym do Sióstr Salezjanek. Była to szkoła koedukacyjna.
W dniu 11 sierpnia 1948 r. Kuratorium Warszawskie postanowiło zamknąć szkołę prowadzoną przez Salezjanów. Korzystając z sytuacji Zarząd Miejski, a dokładniej Referat kwaterunkowy, w dniu 28 sierpnia 1948 wydał decyzję o przekazaniu budynku salezjańskiego, Szkole Podstawowej nr 2. Następnego dnia przy pomocy milicji budynek został opieczętowany i przekazany władzom szkoły podstawowej (obecny gmach Szkoły Podstawowej Nr 1 w Sokołowie Podlaskim).
W wyniku przemian społeczno-politycznych w Polsce w 1989, władze oświatowe zaczęły wydawać zezwolenia na prowadzenie szkół prywatnych na poziomie szkół podstawowych, ponadpodstawowych i wyższych. Korzystając z nowej koniunktury, Salezjanie w Sokołowie reaktywowali szkołę z przedwojenną tradycją. W roku 1993  władze miasta Sokołowa zwróciły się do Salezjanów z prośbą o wznowienie działalności dydaktyczno-wychowawczej na terenie miasta. W kwietniu tego roku potwierdzono faktem prawnym powołanie nowej szkoły. Kilka miesięcy później liceum otrzymało prawa szkół publicznych. Pierwszym dyrektorem został ks. Stanisław Bogdański.
Poprzez wprowadzenie reformy oświaty zostało utworzone kolejno: w 1999 roku Salezjańskie Gimnazjum, a w 2017 - Salezjańska Szkoła Podstawowa. Funkcjonują one w dotychczasowych pomieszczeniach Liceum Salezjańskiego oraz dawnego internatu.
W 2023 roku minęło 30 lat od reaktywacji szkoły. Do Sokołowa Podlaskiego przybyły wielu gości, m.in. dawni dyrektorzy, nauczyciele oraz absolwenci. Głównym gościem był Inspektor Salezjański ks. Tadeusz Jarecki. 
W latach 2017-2023 trwała budowa nowego budynku Salezjańskiej Szkoły Podstawowej. 21 października 2023 roku w Sokołowie Podlaskim odbył się Dzień Jedności Rodziny Salezjańskiej, wśród zgromadzonych gości był oczywiście ksiądz Inspektor Tadeusz Jarecki, radca generalny ds. duszpasterstwa młodzieży ks. Miguel Angel Garcia a także radca generalny ks. Roman Jachimowicz Przy tej okazji odbyło się poświęcenie nowego i nowoczesnego budynku szkoły. 

## Dyrektorzy po reaktywacji
- ks. Stanisław Bogdański (1993-2001)
- ks. Julian Dzierżak (2001-2005)
- ks. Dariusz Matuszyński (2005-2021)
- ks. Stanisław Stachal (2021-2025)
- ks. Mariusz Skawiński (2025-

### Księża wicedyrektorzy
- ks. Sylwester Pawlak (2021-2024)
- ks. Artur Rogowski (2024-2025)

## Osiągnięcia
- 2014 - tytuł Brązowej Szkoły w Rankingu Liceów Ogólnokształcących Perspektywy 2014 (486 miejsce na 500 możliwych)[10]
- 2015 - tytuł Srebrnej Szkoły w Rankingu Liceów Ogólnokształcących Perspektywy 2015 (169 miejsce na 500 możliwych)[11]
- 2016 - tytuł Brązowej Szkoły w Rankingu Liceów Ogólnokształcących Perspektywy 2016 (384 miejsce na 500 możliwych)[12]
- 2017 - tytuł Brązowej Szkoły w Rankingu Liceów Ogólnokształcących Perspektywy 2017 (336 miejsce na 500 możliwych)[13]
- 2018 - tytuł Brązowej Szkoły w Rankingu Liceów Ogólnokształcących Perspektywy 2018 (438 miejsce na 500 możliwych)[14]
- 2019 - tytuł Złotej Szkoły w Rankingu Liceów Ogólnokształcących Perspektywy 2019 (162 miejsce na 1000 możliwych)[15]
- 2020 - tytuł Srebrnej Szkoły w Rankingu Liceów Ogólnokształcących Perspektywy 2020[16]
- 2021 - tytuł Srebrnej Szkoły w Rankingu Liceów Ogólnokształcących Perspektywy 2021[17]
- 2022 - tytuł Srebrnej Szkoły w Rankingu Liceów Ogólnokształcących Perspektywy 2022[18]
- 2023 - tytuł Srebrnej Szkoły w Rankingu Liceów Ogólnokształcących Perspektywy 2023[19]
- 2024 - tytuł Brązowej Szkoły w Rankingu Liceów Ogólnokształcących Perspektywy 2024[20]

## Stancja
Stancja dla chłopców pod wezwaniem św. Józefa w Sokołowie Podlaskim przeznaczona była dla licealistów. Mogła pomieścić 24 wychowanków, funkcjonowała do 30 czerwca 2024 roku.
Była to placówka wychowawcza o profilu katolickim.
Wychowawcami byli:
- kierownik stancji - salezjanin-kapłan lub salezjanin-koadiutor;

- oraz asystent - salezjanin-seminarzysta lub młody salezjanin-koadiutor realizujący praktykę pedagogiczną.

Stancje dla dziewcząt prowadzą po dziś dzień Siostry Salezjanki (ul. Kosowska) i Siostry Służki Niepokalanej (ul. Kościuszki)